# Pseudosyngaster uptoni
Pseudosyngaster uptoni är en stekelart som beskrevs av Belokobylskij, Iqbal och Austin 2004. Pseudosyngaster uptoni ingår i släktet Pseudosyngaster och familjen bracksteklar. Inga underarter finns listade i Catalogue of Life.